# Shiri Maimon
Pour les articles homonymes, voir Maimon.
Shiri Maimon (hébreu : שירי מימון) est une auteur-interprète, danseuse et comédienne israélienne née le 17 mai 1981 à Haifa, Israël. Elle a été découverte en 2004 par la version israélienne de la Nouvelle Star, Kokhav Nolad.
En 2013, Shiri devient l'un des quatre juges de la première saison de The X Factor Israël (en).

## Biographie

### Enfance et jeunesse
Shiri est née à Haïfa, en Israël et fut élevée à Kiryat Haïm. Elle est d'origine juive séfarade, son père étant d'origine syrienne et grecque et sa mère d'origine algerienne. Elle fait ses débuts à l'âge de dix ans, lors d'un festival de chant pour enfants. Elle rejoint l'Armée de défense d'Israël, où elle chante avec un groupe de soutien de la Force aérienne et spatiale israélienne. En 2001, elle apparaît dans un clip vidéo du groupe Teapacks. Plus tard, elle travaille un an et demi comme chanteuse et serveuse à Eilat. En 2003, elle auditionne pour Kokhav Nolad et arrive seconde du concours.

### Carrière
Elle sort son premier single, Until You Understand Me en 2004. Tout en travaillant sur son premier album, elle est présentatrice d'une émission télévisée pour enfants israélienne, EXIT. 
En 2005, elle participe à Kdam Eurovision, une compétition pré-Eurovision pour choisir celui ou celle qui représentera le pays. Elle n'était pas la favorite du concours[réf. souhaitée], mais elle remporte la première place pour sa performance de HaSheket SheNish'ar ("Le silence qui reste"). 
Elle représente donc Israël pour le Concours Eurovision de la chanson 2005 à Kiev. Elle avait refusé au début l'idée que certaines parties de sa chanson doivent être chantées en anglais[réf. souhaitée]. Finalement, compte tenu du fait que les anciennes chansons représentées en langues étrangères n'avaient pas eu le succès escompté, elle décida de chanter la chanson moitié en hébreu et moitié en anglais. Elle termine quatrième sur 24 pays participants, avec un total de 154 points.